# Konstantin Awierjanow
Konstantin Aleksandrowicz Awierjanow (ros. Константи́н Алекса́ндрович Аверья́нов; ur. 8 sierpnia 1959 w Moskwie) – rosyjski historyk, doktor nauk historycznych, przewodniczący Instytutu historii Rosji Rosyjskiej Akademii Nauk. Specjalizuje się w zagadnieniach związanych z Moskwą i jej okolicami w okresie obejmującym wieki XIV—XVII.

## Życiorys
W 1976 roku ukończył szkołę średnią nr 19 im. W.G. Bielinskiego w Moskwie. Następnie podjął naukę historii na Moskiewskim Państwowym Uniwersytecie Pedagogicznym, którą zakończył w 1986 roku. Jednocześnie studiował dziennikarstwo na Uniwersytecie Moskiewskim. W 1989 roku zaczął karierę jako pracownik naukowy w Instytucie historii Związku Radzieckiego Akademii Nauk ZSRR (po roku 1991 funkcjonującego jako Instytut historii Rosji Rosyjskiej Akademii Nauk). W roku 2008 stanął na czele Grupy geografii historycznej.
Awierjanow należy do miejskiej komisji zajmującej się nadawaniem nazw ulicom, osiedlom, stacjom metra, organizacjom oraz innym obiektom na terenie Moskwy.